# ماركوس فيولنر
ماركوس فيولنر (بالألمانية: Markus Feulner)‏ (مواليد 12 فبراير 1982 في تشيسليتز - ألمانيا الغربية) لاعب كرة قدم ألماني يلعب حاليا لصالح نادي الدرجة الأولى بروسيا دورتموند الألماني منذ 2009 في مركز الوسط المحوري .

## روابط خارجية
- ماركوس فيولنر على موقع الاتحاد الأوربي (الإنجليزية)
- ماركوس فيولنر على موقع قاعدة بيانات كرة القدم.إي يو (الإنجليزية)
- ماركوس فيولنر على موقع بيانات كرة القدم. دي إي (الألمانية)
- ماركوس فيولنر على موقع Soccerway.com (الإنجليزية)
- ماركوس فيولنر على موقع عالم كرة القدم.نت (الإنجليزية)
- ماركوس فيولنر على موقع كووورة
- ماركوس فيولنر على موقع AS.com (الإسبانية)